# Саркофаг «княгині Ольги» з Десятинної церкви
Саркофаг «княгині Ольги» з Десятинної церкви — різьблений шиферний саркофаг, імовірно XI століття, знайдений при розкопках Десятинної церкви у 1826 році. Зберігається у Софійському соборі. Деякі дослідники вважають, що в цьому саркофазі було поховано княгиню Ольгу, про яку відомо, що вона була перепохована у Десятинній церкві її онуком князем Володимиром близько 1007 року, і в Софії Київський саркофаг експонується як «Саркофаг княгині Ольги». Але ця атрибуція ставиться під сумнів більшістю дослідників, хоча можливість того, що в саркофазі могла бути похована княгиня Ольга, і не виключається повністю.
Саркофаг вкритий деталізованими різьбленнями у візантійському стилі, подібними до таких на мармуровому саркофазі Ярослава Мудрого та на шиферних плитах хорів Софійського собору.

## Опис

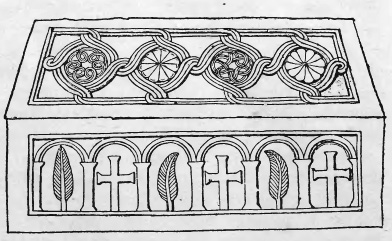
Замальовка різьблень саркофагу «княгині Ольги» з «Ілюстрованої історії України» Михайла Грушевського (1921)

Саркофаг виконаний з семи плит червоного шиферу (пірофілітовий сланець) завтовшки 4 см, видобутих імовірно під Овручем. Плити з'єднані зсередини двома залізними скрепами. За формою нижня основна частина саркофагу є прямокутним паралелепіпедом, а верхня частина (віко) — двосхила. Довжина саркофагу 198 см, ширина 60 см, висота 96 см.
Всі зовнішні стінки саркофагу, крім днища, вкриті різьбленнями, причому одна сторона значно деталізованіша, що свідчить про те, що саркофаг планувалося встановити однією стороною впритул до стіни храму. Поздовжня нижня плита, що мала бути лицьовою, оздоблена різьбленими зображеннями шести аркад в яких чергуються зображення трьох хрестів і трьох кипарисів, що вважається характерним візантійським мотивом. Одна половина двосхилої кришки (віка), що мала бути лицьовою, прикрашена чотирма різними деталізованими розетками в колах, які переплітаються між собою. На верхній і нижній поздовжніх плитах, що мали були поверненими до стіни, зображені лише по три однакових хрести на кожній. Торці саркофагу декоровані двома хрестами, по одному на плиті, що мають не однакові додаткові деталі оздоблення, один з рослинними елементами («розквітаючий хрест»). Внутрішня поверхня гладка.

## Історія виявлення і дослідження

План Десятинної церкви за результатами розкопок Миколи Єфимова (опубліковано у 1829 році). Саркофаг «княгині Ольги» позначено на схемі ліворуч в нижній половині, біля північної стіни (на малюнку ліворуч) між другою та третьою лізенами з заходу (на малюнку — знизу)

Саркофаг було виявлено у 1826 році, під час розкопок Миколи Єфимова, за межами основного фундаменту Десятинної церкви біля її північної стіни між лізенами. Більш детально саркофаг було вивчено при повторних розкопках Дмитром Мілєєвим у 1908 році (у проміжку саркофаг залишався засипаним на місці виявлення). Саркофаг був домурований до стіни храму ззовні, обкладений плінфою, яку на початку XX століття датували кінцем XII або початком XIII століття. Зважаючи на строго правильне розміщення саркофагу відносно стін храму, рівно між лізенами, припускається що це було його первинне місцерозташування. У саркофазі залишався збережений повний скелет, на якому, за первинним повідомленням Єфимова, були залишки жіночого одягу, тліле покривало з парчі та жіночі черевики. Дослідження 1908 року виявило, що скелет у поганому стані, повідомлялося що на ньому тоді зберігалися залишки одягу та шкіри від черевик, а наявні сліди фіолетових окислів на кістках свідчили, що тіло було поховане разом з металевими речами, які не збереглися (за тогочасним припущенням, поховання було розграбоване у XIX столітті). За скелетом не встановили однозначно стать похованої особи, хоча відносно невеликі розміри вказували на жінку або підлітка. У 1908 році археологи запросили декількох експертів для встановлення статі похованої особи, але їхні думки розійшлися, одні фахівці, зокрема професор Франц Стефаніс, вважали що скелет належить жінці, а неназвані інші фахівці вважали його чоловічим, хоча ця думка не переважала. Після розкопок Мілєєва саркофаг було знов засипано, але в 1918 році відкопано втретє і згодом перенесено у Київський історичний музей, а ще пізніше — у Софійський собор. Доля скелету в джерелах не уточнюється.

## Датування і порівняння з іншими різьбленнями

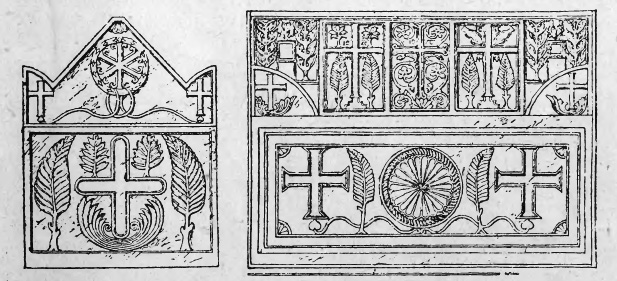
Замальовка різьблень саркофагу Ярослава Мудрого

Візерунки XI століття на шиферній плиті парапету хорів Софійського собору з розетками у переплетених колах, подібними до таких на саркофазі «княгині Ольги» з Десятинної церкви

Саркофаг датують переважно початком або першою половиною XI століття, але є гіпотези і щодо X або XII століття.
Різьблення саркофагу виконано в тому ж візантійському стилі, що і різьблення на мармуровому саркофазі Ярослава Мудрого, зокрема з використанням схожих кипарисів і хрестів. Але деякі гіпотези пояснюють це пізнішим наслідуванням саркофагу Ярослава Мудрого або невцілілим мармуровим саркофагам Десятинної церкви.
Попри подібність з саркофагом Ярослава Мудрого у деяких елементах різьблень і в загальній несиметричності розміщення оздоблення на обох саркофагах (відносно того, як планувалося розмістити саркофаг у храмі), принциповою різницею в різьбленнях двох саркофагів є симетрія композицій в межах кожної з їхніх окремих сторін. На кожній окремій зі сторін саркофагу Ярослава Мудрого композиції є майже повністю білатерально-симетричними, тоді як на двох «лицьових», більш деталізованих, плитах саркофагу «княгині Ольги», деякі частини композицій несиметричні.
Хоча відомо декілька шиферних саркофагів з Києву X—XII століть, зокрема імовірних княжих поховань, саркофаг «княгині Ольги» — єдиний з них оздоблений візантійськими різьбленнями, а також єдиний, що має двосхиле віко. Про подібні різьблення саркофагів цього періоду з Києву відомо лише на трьох мармурових саркофагах з Софійського та Десятинного храмів (імовірні саркофаги Володимира Великого, Ярослава Мудрого та Володимира Мономаха), щонайменше два з яких також мали двосхилу кришку. Дуже подібні різьблення до саркофагу «княгині Ольги», зокрема з подібними розетками у переплетених колах і хрестами, а також з певною несиметричністю окремих елементів у композиціях, мають декілька плит у парапетах хорів Софійського собору, які виготовлені з такого ж червоного шиферу, як і саркофаг «княгині Ольги». Ці плити вважають частиною оригінальної конструкції Софійського собору першої половини XI століття. Тому саркофаг «княгині Ольги» переважно також датують першою половиною XI століття, як і ці плити. Припускається, що його могли виготовити ті ж майстри з Візантії, що працювали над Софійським собором. Відповідно, якщо прийняти існуюче датування кладки навколо саркофагу «княгині Ольги» кінцем XII або початком XIII століття, то його було замуровано у стіну Десятинної церкви за 150—200 років після створення різьблень. До цього він міг стояти на тому ж місці незамурованим, можливо у невеликій добудові до храму. Однак є і гіпотези, що датують саркофаг приблизно тим же часом, як і кладку навколо нього, поясняючи подібність різьблень тільки наслідуванням старіших творів.

## Атрибуція
У літописах повідомлялося лише про два жіночих поховання в Десятинній церкві — княгині Ольги, імовірно в 1007 році, і княгині Анни, дружини Володимира Великого, у 1011 році. Причому про останню зазначалося, що вона була похована у мармуровому саркофазі, а щодо матеріалу саркофагу княгині Ольги уточнення не було. Тому відразу після виявлення почали циркулювати припущення щодо атрибуції саркофагу княгині Ользі. Археологічні дослідження Десятинної церкви виявили велику кількість уламків щонайменше одного, повністю зруйнованого, мармурового монолітного саркофагу, що був за формою, розмірами та різьбленнями дуже подібним до саркофагу Ярослава Мудрого в Софійському соборі. Це підтверджує, що в Десятинній церкві були мармурові саркофаги, як це повідомляють літописи, і щонайменше князь Володимир був похований в такому саркофазі, а значить і повідомлення про поховання княгині Анни в мармуровому саркофазі є правдоподібними. Тобто є малоймовірним, що шиферний саркофаг з Десятинної церкви міг належати княгині Анні. Однак більшість дослідників, приймаючи що шиферний саркофаг був виявлений на своєму первинному місці розташування, вважають малоймовірним, що княгиня Ольга могла бути похованою за межами Десятинної церкви біля її стіни, натомість поховання такого рівня мало би бути всередині храму. Не узгоджується вигляд цього саркофагу і з літописним описом саркофагу княгині Ольги, згідно якого у верхній частині саркофагу було віконце, через яке можна було бачити тіло княгині (і яке, за цими свідченнями, самовільно відчинялося і зачинялося надприродним чином, залежно від того хто відвідував саркофаг). Однак, навіть якщо прийняти літописний опис саркофагу за точний, це не виключає можливість перезахоронення княгині в іншому саркофазі, або зміну плити кришки. Не всі захоронення Десятинної церкви згадувалися у літописах і, можливо, це було одне з таких захоронень. Також не виключена повністю імовірність того, що скелет міг бути чоловічим, а залишки одягу та взуття інтерпретували як жіночі помилково. Загалом питання атрибуції саркофагу залишається невирішеним, але приймається, що в ньому було поховано члена родини київських князів.

## Літературні джерела
- Краткое историческое описание первопрестольной соборной Десятинной церкви в Киеве. — Спб., 1829. — 32 с.
- О гробнице великой княгини Ольги // Галлерея Киевских достопримечательных видов и древностей, тетр. X. — 1857. — С. 58.
- Вельмин С. П. Археологические изыскания Императорской археологической комиссии в 1908—1909 годах на территории Древнего Киева // Военно-исторический вестник. — Киев, 1910. — № 7/8. — С. 121—153.
- Макаренко М. А. Скульптура й різьбярство Киівськоі Pyci передмонгольських часів // Киівськ збірники icтopii й археологіі, побуту й мистецтва. Збірник перший. — Киів, 1931. — С. 46—52.
- Каргер М. К. Княжеское погребение XI века в Десятинной церкви // КСИИМК. — 1940. — 4. — С. 12—18.
- Орнаменти Софії Київської. – Київ: Видавництво Академії архітектури УРСР, 1949. – 67 с.
- Каргер М. К.  Археологические исследования Древнего Киева. Отчёты и материалы (1938—1947 гг.). — Киев: Издательство АН УССР, 1950. — 252 с.
- Кресальний М. Й. Софійський заповідник у Києві. — Державне видавництво УРСР, 1960. — 428 с.
- Історія українського мистецтва. Том 1. Мистецтво з найдавніших часів до епохи Київської Русі. — Київ: Наукова думка, 1966. — 455 с.
- Киевские саркофаги X—XII вв. // В кн.: Ермонская В. В., Нетунахина Г. Д., Попова Т. Ф. Русская мемориальная скульптура — Москва: Искусство, 1978. — 312 с.
- Архипова Є. Архітектурно-пластичний декор та саркофаги Десятинної церкви // Церква Богородиці Десятинна в Києві. До 1000-ліття освячення. — Київ, 1996. — С. 61–67, 118—130.
- Архипова Е. Существует ли саркофаг княгини Ольги? // Древний мир. — 2001. — № 2. — С. 32—34.
- Архипова Є. Шиферний саркофаг «княгині Ольги» з Десятинної церкви: проблема атрибуції // Наукові записки. — Київ, 2002. — Т. 9. Біографічна некрополістика в контексті сучасної історичної науки. Джерела та результати досліджень. — С. 20—33.
- Івакін В. Саркофаги давньоруського Києва (ХІ-ХІІІ ст.) // Український історичний збірник. — 2007. — 10. — С. 433—446.
- Архипова Є. Саркофаг князя Володимира Святославича: історія пошуків і атрибуція // Opus mixtum. — 2015. — Т. 3. — С.7—27.